# Sjef Blatter
Josephus Johannes Henricus (Sjef) Blatter (Eindhoven, 4 april 1946) is een Nederlands voormalig betaald voetballer die uitkwam voor PSV, FC VVV en Roda JC.
Blatter begon met voetballen bij amateurvereniging DBS. Op 12-jarige leeftijd maakte hij de overstap naar PSV, waar hij in het seizoen 1965-1966 debuteerde in het betaalde voetbal. Na twee seizoenen werd Blatter de vaste linksback van PSV, maar een hardnekkige knieblessure wierp hem vanaf 1969 ver terug. Hij verloor uiteindelijk de concurrentiestrijd met Harry Vos, waarna hij in 1971 vertrok naar FC VVV.
Na een goed seizoen in Venlo maakte hij een jaar later de overstap naar Roda JC. Met de Kerkradenaren werd hij in zijn eerste seizoen direct kampioen van de eerste divisie, speelde hij de verloren finale van de KNVB beker 1975/76 tegen PSV (0-1) en kwam hij in 1976/77 tot de vijfde plaats in de eredivisie.
Nieuw blessureleed maakte tijdens de winterstop van het seizoen 1977/78 een eind aan de spelersloopbaan van Blatter.
Na zijn actieve spelerscarrière werd hij zaakwaarnemer bij de Vereniging van Contractspelers (VVCS), waarvoor hij onder meer Benjamin De Ceulaer, Ervin Lee, Edwin Linssen, Marcel Meeuwis, Frits van Putten, Peter van Putten, Dave Roemgens en Dave Zafarin heeft bijgestaan.

## Overzicht clubcarrière
| Seizoen | Club    | Competitie     | Duels | Goals |
| ------- | ------- | -------------- | ----- | ----- |
| 1965/66 | PSV     | Eredivisie     | 3     | 0     |
| 1966/67 | PSV     | Eredivisie     | 7     | 0     |
| 1967/68 | PSV     | Eredivisie     | 14    | 2     |
| 1968/69 | PSV     | Eredivisie     | 30    | 0     |
| 1969/70 | PSV     | Eredivisie     | 11    | 0     |
| 1970/71 | PSV     | Eredivisie     | 0     | 0     |
| 1971/72 | FC VVV  | Eerste divisie | 39    | 2     |
| 1972/73 | Roda JC | Eerste divisie | 37    | 4     |
| 1973/74 | Roda JC | Eredivisie     | 32    | 3     |
| 1974/75 | Roda JC | Eredivisie     | 31    | 1     |
| 1975/76 | Roda JC | Eredivisie     | 18    | 0     |
| 1976/77 | Roda JC | Eredivisie     | 15    | 0     |
| 1977/78 | Roda JC | Eredivisie     | 5     | 0     |
| Totaal  | Totaal  | Totaal         | 242   | 12    |